# Gopatjärnen
Gopatjärnen är en sjö i Arjeplogs kommun i Lappland och ingår i Skellefteälvens huvudavrinningsområde. Sjön har en area på 0,199 kvadratkilometer och ligger 470,3 meter över havet.

## Delavrinningsområde
Gopatjärnen ingår i det delavrinningsområde (732934-161566) som SMHI kallar för Utloppet av Gublijaure. Medelhöjden är 483 meter över havet och ytan är 55,98 kvadratkilometer. Räknas de 7 avrinningsområdena uppströms in blir den ackumulerade arean 124,2 kvadratkilometer. Laxbäcken som avvattnar avrinningsområdet har biflödesordning 2, vilket innebär att vattnet flödar genom totalt 2 vattendrag innan det når havet efter 284 kilometer. Avrinningsområdet består mestadels av skog (66 procent). Avrinningsområdet har 13,29 kvadratkilometer vattenytor vilket ger det en sjöprocent på 23,7 procent.